# Eduard Nápravník
Eduard Francevič Nápravník, també conegut com a Eduard Fràntsevitx Napràvnik (en rus: Эдуа́рд Фра́нцевич Напра́вник) (Býšť, Königgrätz, 24 d'agost de 1839 – Sant Petersburg, Imperi Rus, 23 de novembre de 1916), fou un compositor i conductor d'orquestra txec i rus.
Estudià música en l'Escola d'orgue de Praga, després fou professor de l'Institut musical d'en Maydl, de Praga, després director d'orquestra de la capella privada del príncep Iussúpov, a Sant Petersburg, i més tard (des de 1869) director en cap d'orquestra del teatre Imperial de Rússia. Des de 1869 fins al 1881 dirigí els concerts de la Societat imperial russa de Música.

## Composicions
- Nijegorodsi (Els habitants de Nijni Nóvgorod) (1869).
- Harold (1886).
- Dubrovski (1895).
- Francesca de Rimini (1903).
- Quatre Simfonies.
- Una Suite.
- El dimoni, poema simfònic (sobre el poema de Mikhaïl Lérmontov)
- L'Orient, poema simfònic.
- Una Fantasia russa, per a piano i orquestra.
- Diversos lieder.
- Una Obertura solemne.
- Diverses marxes.
- La música per al Don Joan, d'Aleksei Konstantínovitx Tolstoi.
- Les melodies per a cant i orquestra El Voivoda, El Cosac, Tamara.
- Música di camera.

I diverses peces per a piano, etc.